# Qeshlāq-e Mūrānlū
Qeshlāq-e Mūrānlū (persiska: قشلاق مرانلو, قشلاق مورانلو, Qeshlāq-e Morānlū) är en ort i Iran.   Den ligger i provinsen Qazvin, i den nordvästra delen av landet, 120 km väster om huvudstaden Teheran. Qeshlāq-e Mūrānlū ligger 1 175 meter över havet och antalet invånare är 569.
Terrängen runt Qeshlāq-e Mūrānlū är platt. Runt Qeshlāq-e Mūrānlū är det ganska tätbefolkat, med 108 invånare per kvadratkilometer. Närmaste större samhälle är Nowdūz, 15,9 km norr om Qeshlāq-e Mūrānlū. Trakten runt Qeshlāq-e Mūrānlū består i huvudsak av gräsmarker.